# Israel Corporation
Israel Corporation (hebrejsky: החברה לישראל, Chevra le-Jisra'el, zkratka ILCO) je izraelská firma.

## Popis
Jde o globální průmyslovou firmu a největší holdingovou společnost v Izraeli. 50 % její výroby a téměř 70 % jejího konsolidovaného zisku pochází z mimoizraelských aktivit. Firma působí v chemickém průmyslu, energetice a dopravě. Založila ji roku 1968 vláda Státu Izrael s cílem přilákat zahraniční investory. V roce 1999 získala většinový podíl ve firmě skupina Ofer Group, která podle stavu k roku 2007 držela 55 % akcií. 18 % patřilo Bance Le'umi. Dle stavu z roku 2011 je dominantním vlastníkem Millenium Investments Elad (46,9 %) a Banka Le'umi (17,8 %). Od roku 1982 je společnost obchodována na Telavivské burze cenných papírů a je zařazena do indexu TA-25. Ředitelem firmy je Nir Gil'ad.
Holding Israel Corporation ovládá chemickou průmyslovou firmu Israel Chemicals (podíl 52,34 %). Dále je výrazným podílníkem ve firmě Bazan (cca 37 %), které jsou obě obchodovány samostatně na telavivské burze.